# Sarcophaga quinquestrigata
Sarcophaga quinquestrigata är en tvåvingeart som först beskrevs av Günther Enderlein 1934.  Sarcophaga quinquestrigata ingår i släktet Sarcophaga och familjen köttflugor.
Artens utbredningsområde är Egypten. Inga underarter finns listade i Catalogue of Life.